# Исход (Остаться в живых)
«Исход» (англ. Exodus) — финал первого сезона американского телесериала «Остаться в живых». Включает в себя 23-ю, 24-ю и 25-ю серии. В нём нет центрального персонажа, а показаны флешбэки разных героев, в основном о том, что они делали перед полётом в Лос-Анджелес. При первом показе в США серия была разделена на две части: обычной длительности и сдвоенную. В некоторых вариантах сериала все три серии объединяют в одну, и получается финал длительностью около двух с половиной часов. На DVD в России все три серии были изданы отдельно под названиями, соответственно, «Исход — Часть 1», «Исход — Часть 2» и «Исход — Часть 3».

## Сюжет (часть 1)

#### Воспоминания
Воспоминания состоят из моментов, случившихся с разными героями в день полёта.
- Проснувшись рано утром, (в 5:23) Уолт включил телевизор и тем самым разбудил Майкла. Отец раздраженно велел ему сделать потише, но мальчик из чувства противоречия, наоборот, увеличил громкость. Затем, уже в гостиничном холле, Уолт побежал за своим псом Винсентом, но отец остановил его. Их ссора привлекла внимание окружающих, и Майкл объяснил им, что Уолт — его сын.
- В аэропорту Ана-Люсия пришла в бар, заказала себе текилы и начала флиртовать с Джеком. Он рассказал, что летит в Лос-Анджелес на похороны отца. Затем Ане-Люсии позвонили по телефону (вероятно, её мать), и она договорилась встретиться с Джеком на борту самолёта и продолжить беседу.
- За драку в баре Сойера арестовали и привели в полицейский участок, где обвинили в мошенничестве и предписали немедленно уехать из Австралии.
- В аэропорту работник службы безопасности поинтересовался, зачем Эдварду Марсу, сопровождающему Кейт, может понадобиться на борту пять пистолетов. Помимо них, в кейсе пристава лежал игрушечный самолётик, принадлежавший, по словам Марса, другу девушки, которого она убила. Затем, чтобы продемонстрировать, зачем ему в полёте оружие, он спровоцировал Кейт наброситься на него.
- В кафе в аэропорту Сун принесла Джину кофе. Американка, сидевшая за соседним столиком и не подозревавшая, что Сун знает английский, отпустила унизительное замечание по поводу взаимоотношений корейской пары. Тогда Сун якобы нечаянно облила мужа кофе. Далее Джин направился в туалет, где с ним заговорил по-корейски белый мужчина. Это наемник господина Пайка — отца Сун. Он угрожает Джину, заявляя что знает о том, что Квоны собираются сбежать в США.
- Когда Шеннон ждала, пока Бун поменяет их билеты на билеты первого класса, Саид попросил её присмотреть за его багажом. Она согласилась. Однако после того, как Бун вернулся с пустыми руками, Шеннон разозлилась и вызвала службу безопасности, сообщив, что какой-то араб оставил в зале ожидания подозрительную сумку.

#### События
В лесу Уолт заметил Руссо и рассказал об этом отцу. Вскоре француженка сама вышла к лагерю, где её сразу обступили спасшиеся. Саид спросил, зачем она явилась. Руссо ответила, что скоро придут Другие. Оказалось, что 16 лет назад, на момент прибытия на остров, она была беременна и, спустя неделю после родов, заметила столб дыма. В ту же ночь её ребёнка похитили. Джек усомнился в правдивости её слов — по его мнению, гораздо важнее было как спустить на воду плот. Когда спасшиеся начали все вместе толкать плот к океану, Сойер оступился и нечаянно повредил мачту. Пока её чинили, Уолт заметил вдалеке столб дыма. Это побудило спасшихся поверить Даниэль.
Джек принялся расспрашивать француженку о Других, и она посоветовала ему поискать место, где могут спрятаться 40 человек. Руссо отвели к люку, внутри которого можно было бы укрыться на время вторжения, если бы существовала возможность открыть крышку. Локк предложил воспользоваться динамитом, с помощью которого Руссо взорвала своё жилище. Она объяснила, что в таком случае им предстоит отправиться на Темную территорию к «Чёрной скале». Учитель естествознания Лесли Артц присоединился к группе, которую возглавил Джек, так как уверял, что умеет обращаться с динамитом.
Пока они собирались в поход, Сойер рубил мачту для плота в лесу. За этим занятием его и застал Джек. Он отдал аферисту пистолет, на случай, если в плавании они попадут в беду, и пожелал ему удачи. В ответ Сойер рассказал, что познакомился в Австралии с его отцом незадолго до смерти последнего, и передал содержание их разговора. Тем временем на берегу Уолт препоручил Винсента заботе Шеннон. Сун попрощалась с Джином и подарила ему англо-корейский разговорник, составленный ею, чтобы мужу было проще общаться в плавании. Перед расставанием они помирились, и Джин признался, что уплывает только затем, чтобы спасти её. Между тем Джек, Кейт, Руссо, Локк, Хёрли и Артц вышли в джунгли за динамитом. В пути они вновь столкнулись с таинственным монстром, который оказался чем-то вроде чёрного дыма, но, к счастью, никто не пострадал. В конце концов, они благополучно добрались до «Чёрной скалы» — оказалось, что это не гора, а старинный парусный корабль, неизвестно как оказавшийся посреди острова. Руссо оставила их, сказав, что динамит в одном из трюмов корабля, и скрылась в джунглях. Джек и остальные нашли динамит и вытащили на поляну рядом с «Чёрной скалой». Арцт попросил отойти всех подальше, так как при тридцатиградусной температуре со временем из весьма безобидного тринитротенола выделяется нестабильное взрывоопасное вещество, и взяв рубашку Кейт, промочил её в луже и обернул ей одну шашку динамита. Но внезапно динамит взорвался у него в руках, потому что Арцт слишком сильно им размахивал. Исполнив последнюю волю Арцта, Джек, Кейт, Локк и Хёрли отправились в обратный путь.
Тем временем Руссо вернулась в лагерь выживших на пляже. Француженка попросила Чарли позвать Саида, а сама, ударив Клер по голове, унесла её сына в джунгли. Когда Клер очнулась через минуту, она попросила Чарли с Саидом вернуть ребёнка, и там же она придумала ему имя — Аарон. Чарли и Саид погнались за Руссо.

## Сюжет (часть 2)

#### Воспоминания
Действия героев утром 22 сентября 2004 года:
- Чарли просыпается утром в отеле в обществе наркоманки Лили (Тераза Ливингстон). Они ссорятся из-за последней дозы.
- Хёрли хочет улететь домой в США. Но по пути его подстерегает множество препятствий. Хёрли просыпается в гостинице и замечает, что будильник сгорел. Он в спешке собирает вещи, выбегает из своей комнаты под номером 2342 и спешит к лифту. Но в лифт он не помещается, и ему приходится спускаться по лестнице. Из лифта Чарли кричит ему, что «некоторые собираются успеть на самолёт». Затем машина Хёрли ломается на скорости 15 км/ч при температуре 23 °C, едва проехав 42 километра. В аэропорту Хёрли проходит не в тот терминал, где его заставляют купить ещё один билет, ссылаясь на габариты. Он слышит, что посадка на его рейс уже объявлена и бежит на посадку, пытаясь пролезть вне очереди, но его останавливают и отправляют в хвост очереди. Арцт, стоя в очереди, делает ему замечание. Он бежит, пытаясь не опоздать, и покупает у человека, утверждающего, что у него сломано бедро, коляску с автоматическим управлением. Проезжая мимо некой женской спортивной команды, участницы которой одеты в футболки с номерами 4, 8, 15, 16, 23 и 42, Хёрли попадает к выходу 23, он видит, что стюардесса уже закрывает его, и просится внутрь, мотивируя тем, что у его мамы завтра день рождения. Она звонит пилоту, и тот разрешает зайти. Стюардесса говорит Хьюго, что у него счастливый день. Хёрли заходит в самолёт, машет рукой играющему в портативную консоль Уолту, чем вызывает недоумение Майкла. Он садится на своё место и включает плеер.
- Локку сообщают, что его не могут посадить в самолёт, потому что нет кресла для инвалидов, предназначенного для этих случаев. Но стюардесса и двое членов экипажа решают помочь ему и заносят его в самолёт на руках.
- В аэропорту Уолт игнорировал Майкла и играл в Gameboy. Майкл пошёл к телефону и позвонил своей маме, начал спрашивать её, что ему делать с Уолтом, когда он его не слушается, и начал ей предлагать отдать ей Уолта, она ему ничего не ответила, и положила трубку. Майкл обернулся, а там стоит Уолт и говорит, что нужны батарейки.

Майкл, Уолт, Хёрли и Чарли перед полётом жили в одной гостинице.

#### События
Внутри корабля «Чёрная скала» группа Джека находит скелеты рабов, которых перевозил этот корабль, и ящики с динамитом. Один из них выносят наружу. В это время Арцт рассказывает Хёрли о своей жизни, но заметив, что тот его не слушает, начинает критиковать действия считающих себя лидерами. Он говорит, что умеет различать компании, и приводит обвинения в адрес основных героев за то, что они считают себя «лучше остальных». Тут он замечает взрывчатку и рассказывает, что надо бережно обращаться с динамитом, но динамит взрывается у него в руках, и Арцт погибает. Все остальные напуганы. Группа берёт 6 динамитных шашек — один человек должен нести 3. Жребий выпадает Кейт и Локку, однако Джек обманывает Кейт, и кладёт динамит к себе в рюкзак.
Тем временем Даниэль Руссо возвращается в лагерь выживших и нападает на Клер, отбирая Аарона. Она уходит в неизвестном направлении. Чарли и Саид бегут за ней. По дороге они натыкаются на самолёт наркоторговцев. Чарли не выдерживает и берёт одну статуэтку с героином с собой. Позже Чарли попадает в ловушку Даниель, и ему на голову падает камень. Саид поджигает на ране порох, тем самым останавливая кровотечение. Плот плывёт от острова. Выжившие под руководством Шеннон и Сун перебираются из берегового лагеря в пещерный. По дороге к люку дымовой монстр нападает на Локка и пытается утащить его в какую-то дыру, но Кейт бросает туда одну шашку динамита, и монстр улетает. Наступает ночь. Чарли и Саид находят источник чёрного дыма — костёр на берегу. Рядом стоит Даниель с Аароном. Она говорит, что другие хотели забрать мальчика, и она хотела поменять его на Алекс. Саид уговаривает её отдать ребёнка, а Чарли говорит, что никаких «других» нет, и их выдумала Руссо. Они с ребёнком идут обратно. На плоту Майкл замечает на радаре точку рядом с ними. Он не хочет пускать единственную сигнальную ракету, но Сойер настаивает. К ним подплывает катер. На нём группа людей в ветхой одежде во главе с бородатым человеком. Майкл, Уолт, Сойер и Джин сначала радуются спасению, но потом бородач говорит, что они заберут мальчика. Сойер тянется к пистолету, который ему дал Джек, но бородач стреляет первым, Сойер падает за борт. Джин прыгает за ним. Несколько человек хватают Уолта и тащат его на судно. Майкл пытается отбить Уолта, но его сбрасывают в воду, а женщина с катера кидает на плот взрывное устройство, и он взрывается. Судно уплывает с Уолтом, Майкл барахтается в воде. Саид и Чарли успешно доходят до пещер, где передают Аарона Клер. Джек и Локк заминировали люк, но вдруг Хёрли видит на нём его таинственные цифры и тут же говорит, что люк нельзя открывать. Но Локк поджигает фитиль. Хёрли пытается потушить его, но Джек его останавливает. Раздается взрыв. Джек и Локк подходят к люку, поднимают его и смотрят вниз, в тёмную шахту.